# Kabinett Debré
Das Kabinett Debré unter Leitung von Premierminister Michel Debré wurde am 8. Januar 1959 von Charles de Gaulle, der am 21. Dezember 1958 zum Präsidenten gewählt worden und bisheriger Premierminister war, ernannt. Die Regierung befand sich bis zum 14. April 1962 im Amt.

## Kabinett

### Minister
Dem Kabinett gehörten folgende Minister an:
| Amt                                                     | Name                                                                                                  | Beginn der Amtszeit                                                               | Ende der Amtszeit                                                                 |
| ------------------------------------------------------- | --- | --------------------------------------------------------------------------------- | --------------------------------------------------------------------------------- |
| Premierminister                                         | Michel Debré                                                                                          | 8. Januar 1959                                                                    | 14. April 1962                                                                    |
| Staatsminister                                          | Félix Houphouët-Boigny                                                                                | 8. Januar 1959                                                                    | 24. Mai 1959                                                                      |
| Staatsminister                                          | Louis Jacquinot                                                                                       | 8. Januar 1959                                                                    | 24. August 1961                                                                   |
| Staatsminister                                          | Robert Lecourt                                                                                        | 8. Januar 1959                                                                    | 27. März 1959                                                                     |
| Staatsminister                                          | André Malraux                                                                                         | 8. Januar 1959                                                                    | 22. Juli 1959                                                                     |
| Außenminister                                           | Maurice Couve de Murville                                                                             | 8. Januar 1959                                                                    | 14. April 1962                                                                    |
| Minister für die Streitkräfte                           | Pierre Guillaumat                                                                                     | 8. Januar 1959                                                                    | 5. Februar 1960                                                                   |
| Minister für die Streitkräfte                           | Pierre Messmer                                                                                        | 5. Februar 1960                                                                   | 14. April 1962                                                                    |
| Innenminister                                           | Jean Berthoin                                                                                         | 8. Januar 1959                                                                    | 28. Mai 1959                                                                      |
| Innenminister                                           | Pierre Chatenet                                                                                       | 28. Mai 1959                                                                      | 6. Mai 1961                                                                       |
| Innenminister                                           | Roger Frey                                                                                            | 6. Mai 1961                                                                       | 14. April 1962                                                                    |
| Minister für Finanzen und Wirtschaft                    | Antoine Pinay Wilfrid Baumgartner Valéry Giscard d’Estaing                                            | 8. Januar 1959 13. Januar 1960 19. Januar 1962                                    | 13. Januar 1960 19. Januar 1962 14. April 1962                                    |
| Minister für Industrie und Minister für Handel          | Jean-Marcel Jeanneney                                                                                 | 8. Januar 1959                                                                    | 14. April 1962                                                                    |
| Arbeitsminister                                         | Paul Bacon                                                                                            | 8. Januar 1959                                                                    | 14. April 1962                                                                    |
| Justizminister                                          | Edmond Michelet Bernard Chenot                                                                        | 8. Januar 1959 24. August 1961                                                    | 24. August 1961 14. April 1962                                                    |
| Minister für nationale Bildung                          | André Boulloche Michel Débre (kommissarisch) Louis Joxe Pierre Guillaumat (kommissarisch) Lucien Paye | 8. Januar 1959 23. August 1959 15. Januar 1960 23. November 1960 20. Februar 1961 | 23. August 1959 15. Januar 1960 23. November 1960 20. Februar 1961 14. April 1962 |
| Minister für Veteranen                                  | Raymond Triboulet                                                                                     | 8. Januar 1959                                                                    | 14. April 1962                                                                    |
| Minister für kulturelle Angelegenheiten                 | André Malraux                                                                                         | 8. Januar 1959                                                                    | 14. April 1959                                                                    |
| Landwirtschaftsminister                                 | Roger Houdet Henri Rochereau Edgard Pisani                                                            | 8. Januar 1959 28. Mai 1959 24. August 1961                                       | 28. Mai 1959 24. August 1961 14. April 1962                                       |
| Minister für öffentliche Arbeiten und Transport         | Robert Buron                                                                                          | 8. Januar 1959                                                                    | 14. April 1962                                                                    |
| Minister für öffentliche Gesundheit und Bevölkerung     | Bernard Chenot Joseph Fontanet                                                                        | 8. Januar 1959 24. August 1961                                                    | 24. August 1961 14. April 1962                                                    |
| Minister für Post und Telekommunikation                 | Bernard Cornut-Gentille Michel Maurice-Bokanowski                                                     | 8. Januar 1959 5. Februar 1960                                                    | 5. Februar 1960 14. April 1962                                                    |
| Informationsminister                                    | Roger Frey Louis Terrenoire                                                                           | 8. Januar 1959 5. Februar 1960                                                    | 5. Februar 1960 24. August 1961                                                   |
| Minister für Bauwesen                                   | Pierre Sudreau                                                                                        | 8. Januar 1959                                                                    | 14. April 1962                                                                    |
| Minister für Kooperationen                              | Robert Lecourt Jean Foyer                                                                             | 27. März 1959 18. Mai 1961                                                        | 5. Januar 1960 14. April 1962                                                     |
| Minister für Überseedépartements und Überseeterritorien | Robert Lecourt Louis Jacquinot                                                                        | 5. Januar 1960 24. August 1961                                                    | 24. August 1961 14. April 1962                                                    |
| Minister für die Sahara                                 | Robert Lecourt Louis Jacquinot                                                                        | 5. Januar 1960 24. August 1961                                                    | 24. August 1961 14. April 1962                                                    |
| Minister für Algerien                                   | Louis Joxe                                                                                            | 22. November 1960                                                                 | 14. April 1962                                                                    |

### Beigeordnete Minister und Staatssekretäre
Dem Kabinett gehören ferner folgende Beigeordnete Minister und Staatssekretäre an:
| Amt | Name                                                                             | Beginn der Amtszeit | Ende der Amtszeit |
| --- | -------------------------------------------------------------------------------- | ------------------- | ----------------- |
| Beratender Minister | Félix Houphouët-Boigny Philibert Tsiranana Gabriel Lisette Léopold Sédar Senghor | 23. Juli 1959       | 19. Mai 1961      |
| Beigeordneter Minister beim Premierminister für die Sahara, Überseedépartements, Überseeterritorien und Atomenergie               | Jacques Soustelle                                                                | 13. Februar 1959    | 5. Februar 1960   |
| Beigeordneter Minister beim Premierminister                                                                                       | Roger Frey                                                                       | 5. Februar 1960     | 6. Mai 1961       |
| Beigeordneter Minister beim Premierminister                                                                                       | Louis Terrenoire                                                                 | 24. August 1961     | 14. April 1962    |
| Beigeordneter Minister beim Premierminister für Atomenergie                                                                       | Pierre Guillaumat                                                                | 5. Februar 1960     | 19. März 1960     |
| Staatssekretär beim Premierminister für allgemeine Verwaltungsprobleme und Reform der Institutionen                               | Pierre Chatenet                                                                  | 8. Januar 1959      | 28. Mai 1959      |
| Staatssekretär beim Premierminister für soziale Fragen in Algerien und die Entwicklung des Personalstatuts des Rechts der Muslime | Nafissa Sid Cara                                                                 | 8. Januar 1959      | 14. April 1962    |
| Staatssekretär beim Premierminister für den öffentlichen Dienst                                                                   | Louis Joxe                                                                       | 24. Juli 1959       | 15. Januar 1960   |
| Staatssekretär für die Sahara, Überseedépartements und Überseeterritorien                                                         | Jean de Broglie                                                                  | 24. August 1961     | 14. April 1962    |
| Staatssekretär für die Beziehungen zu den Staaten der Communauté française                                                        | Jean Foyer                                                                       | 5. Februar 1960     | 18. Mai 1961      |
| Staatssekretär im Außenministerium                                                                                                | Georges Gorse                                                                    | 18. Mai 1961        | 14. April 1962    |
| Staatssekretär im Innenministerium                                                                                                | Michel Maurice-Bokanowski                                                        | 8. Januar 1959      | 5. Februar 1960   |
| Staatssekretär für Rückkehrer | Robert Boulin                                                                    | 24. August 1961     | 18. April 1962    |
| Staatssekretär für Finanzen im Ministerium für Finanzen und Wirtschaft                                                            | Valéry Giscard d’Estaing                                                         | 8. Januar 1959      | 18. Januar 1962   |
| Staatssekretär für Wirtschaft im Ministerium für Finanzen und Wirtschaft                                                          | Max Fléchet                                                                      | 8. Januar 1959      | 19. Januar 1960   |
| Staatssekretär im Ministerium für Industrie und Handel                                                                            | Joseph Fontanet                                                                  | 8. Januar 1959      | 17. November 1959 |
| Staatssekretär beim Premierminister für Information                                                                               | Christian de La Malène                                                           | 24. August 1961     | 14. April 1962    |